# Santa Maria da Várzea
A Igreja de Santa Maria da Várzea, também conhecida por Nossa Senhora da Várzea, é um antigo templo católico, dedicado a Nossa Senhora da Purificação, localizado na Várzea, Alenquer. Sede de paróquia desde pelo menos 1203, é notável por ter sido o local de sepultura do humanista Damião de Góis. Reconstruído e adaptado a novos fins, alberga o Museu de Damião de Góis e das Vítimas da Inquisição.

## Descrição
Era sede de uma paróquia que, em meados do século XVIII, integrava os lugares da Moita, Porto e parte de Pancas. Foi depois anexada à paróquia de Triana.
Data de 1561 a pia batismal desta igreja, de desenho muito simples, e que se conserva atualmente na igreja da Misericórdia de Alenquer.
Damião de Góis, que à sua custa em 1560 mandou restaurar esta igreja, foi sepultado na capela-mor em 1574. A esposa do humanista, Johanna van Hargen, que deveria ter sido ali sepultada, não o chegou a ser. Hoje sabe-se estar sepultada no Castelo de S.Jorge, em Lisboa.
O templo original foi quase totalmente reconstruído em finais do século XIX, obra que não se chegou a acabar.
A atual capela tumular de Damião de Góis era a capela-mor da igreja. No entanto, devido à ruína desta, a capela, que incluía o túmulo de Damião de Góis, foi transladada em 1940 para a igreja de São Pedro, da mesma vila, onde se encontra até hoje.
Em 2017 o imóvel reabriu ao público após profundas obras de adaptação, passando a albergar o Museu de Damião de Góis e das Vítimas da Inquisição.